# أجلال
أجلال (بالفارسية: اجلال) هي قرية تقع في قسم بيزكي الريفي (مقاطعة تشناران) في إيران.